# Courtney Okolo
Pour l’article homonyme, voir Okolo (homonymie).
Courtney Okolo (née le 15 mars 1994 à Dallas) est une athlète américaine, spécialiste du 400 mètres.

## Biographie
Elle remporte la médaille d'or du 400 mètres et du relais 4 × 400 m lors des championnats panaméricains juniors de 2013, à Medellín en Colombie.
En mai 2014, à Lubbock au Texas, elle porte son record personnel sur 400 m à 50 s 03, signant à cette occasion la meilleure performance mondiale de l'année ainsi qu'un nouveau record NCAA.
Aux championnats d'Amérique du Nord, d'Amérique centrale et des Caraïbes d'athlétisme 2015, à San José (Costa Rica), elle s'impose dans l'épreuve du 400 m et du 4 × 400 m.
Le 20 mars 2016, Courtney Okolo est sacrée championne du monde en salle avec ses coéquipières du relais 4 x 400 m lors des championnats du monde en salle de Portland, en 3 min 26 s 38, devant la Pologne et la Roumanie. Un mois plus tard, le 23 avril, elle descend pour la première fois de sa carrière sous les 50 secondes en réalisant le temps de 49 s 71 à Baton Rouge. Sélectionnée pour les Jeux olympiques de 2016, elle remporte l'épreuve du relais 4 × 400 m en compagnie de Natasha Hastings, Phyllis Francis et Allyson Felix. En 2017, elle termine troisième de la Ligue de diamant sur 400 m.
En 2018, elle est titrée sur 400 m des championnats des États-Unis en salle, à Albuquerque. Le 3 mars, elle remporte la médaille d'or du 400 m des championnats du monde en salle de Birmingham en 50 s 55, le premier titre individuel majeur de sa carrière. Elle devance sa compatriote Shakima Wimbley (51 s 47) et la Britannique Eilidh Doyle (51 s 60). Le lendemain, elle remporte la médaille d'or du relais 4 x 400 m en 3 min 23 s 85, record des championnats et record d'Amérique du Nord, d'Amérique centrale et des Caraïbes. Devançant sur le podium la Pologne et le Royaume-Uni, Okolo et ses coéquipières échouent à moins d'une seconde du record du monde datant de 2006.

## Palmarès
| Date | Compétition                        | Lieu             | Résultat | Épreuve       | Temps         |
| ---- | ---------------------------------- | ---------------- | -------- | ------------- | ------------- |
| 2013 | Championnats panaméricains juniors | Medellín         | 1re      | 400 m         | 52 s 19       |
| 2013 | Championnats panaméricains juniors | Medellín         | 1re      | 4 × 400 m     | 3 min 36 s 48 |
| 2015 | Championnats NACAC                 | San José         | 1re      | 400 m         | 51 s 57       |
| 2015 | Championnats NACAC                 | San José         | 1re      | 4 x 400 m     | 3 min 25 s 39 |
| 2016 | Championnats du monde en salle     | Portland         | 1re      | 4 x 400 m     | 3 min 26 s 38 |
| 2016 | Jeux olympiques                    | Rio de Janeiro   | 1re      | 4 x 400 m     | 3 min 19 s 06 |
| 2018 | Championnats du monde en salle     | Birmingham       | 1re      | 400 m         | 50 s 55       |
| 2018 | Championnats du monde en salle     | Birmingham       | 1re      | 4 x 400 m     | 3 min 23 s 85 |
| 2018 | Coupe du monde                     | Londres          | 1re      | 4 x 400 m     | 3 min 24 s 28 |
| 2018 | Championnats NACAC                 | Toronto          | 4e       | 400 m         | 52 s 21       |
| 2018 | Ligue de diamant                   | Ligue de diamant | 7e       | 400 m         | 52 s 18       |
| 2019 | Relais mondiaux de l'IAAF          | Yokohama         | 2e       | 4 x 400 m     | 3 min 27 s 65 |
| 2019 | Jeux panaméricains                 | Lima             | 3e       | 400 m         | 51 s 22       |
| 2019 | Jeux panaméricains                 | Lima             | 1re      | 4 x 400 m     | 3 min 26 s 46 |
| 2019 | Championnats du monde              | Doha             | 1re      | 4 x 400 m     | séries        |
| 2019 | Championnats du monde              | Doha             | 1re      | 4 x 400 mixte | 3 min 09 s 34 |

## Records
| Épreuve | Épreuve   | Temps   | Lieu        | Date          |
| ------- | --------- | ------- | ----------- | ------------- |
| 400 m   | Plein air | 49 s 71 | Baton Rouge | 23 avril 2016 |
| 400 m   | En salle  | 50 s 55 | Birmingham  | 3 mars 2018   |